# Piraquara
Piraquara es un municipio del estado de Paraná en la Región Sur de Brasil.